# Musée Baccarat
Le musée Baccarat est le musée de la Manufacture de cristal Baccarat, situé dans la cour de la manufacture, au 2 rue des Cristalleries à Baccarat (Meurthe-et-Moselle). Il expose des pièces exceptionnelles de la collection patrimoniale Baccarat et raconte l'histoire et l'évolution de la marque.
À la suite de la fermeture du musée sur le site de la manufacture, Baccarat présente “Collection Baccarat”, un espace contemporain alliant une galerie d’exposition, un café et une boutique de souvenirs au cœur de la ville, près des ateliers de la manufacture en Lorraine. 
À l’occasion de son inauguration, “Collection Baccarat” met en scène l’exposition “La joie de vivre des grands de ce monde depuis 1764” avec plus de 600 œuvres, dont des pièces exclusives de la collection de flacons de parfum de George Stam. L’exposition met en lumière le savoir-faire unique des artisans de Baccarat et rend hommage à toute une communauté d’hommes et de femmes qui se sont succédé au sein de la Manufacture, tous unis par une passion commune et le même sentiment d’appartenance. Jalonné de pièces ayant appartenu à plus de 70 personnalités, le parcours de visite dévoile comment les têtes couronnées, célébrités, étoiles du cinéma, icônes de la mode ou stars de la musique ont choisi de fêter la vie en Baccarat. De l’Impératrice Eugénie à Joséphine Baker, de la Princesse de Monaco à Marilyn Monroe, de Karl Lagerfeld à Kris Jenner, leurs histoires se mêlent toutes à celle de la Maison. L’exposition valorise également la création contemporaine. Du génie humoristique de Philippe Starck à l’influence avant-gardiste de Virgil Abloh, les designers les plus talentueux ont posé un nouveau regard sur Baccarat, donnant vie à des créations audacieuses.
“Collection Baccarat” a mobilisé de nombreux partenaires locaux et bénéficie du soutien de la Commune de Baccarat, de la Communauté de communes du territoire de Lunéville à Baccarat ainsi que du département de Meurthe et Moselle.

## Liens
- Cristallerie Baccarat
- Musée Baccarat à Paris